# Fondali di Capo Zafferano
Fondali di Capo Zafferano este o arie protejată (sit de importanță comunitară — SCI) din Italia întinsă pe o suprafață de 2.514 ha, integral marine.

## Localizare
Centrul sitului Fondali di Capo Zafferano este situat la coordonatele 38°07′15″N 13°32′04″E / 38.1207°N 13.5345°E.

## Înființare
Situl Fondali di Capo Zafferano a fost declarat sit de importanță comunitară în decembrie 2019 pentru a proteja 1 specie de animale.

## Biodiversitate
Situată în ecoregiunea mediteraneană, aria protejată conține 3 habitate naturale: Straturi cu Posidonia (Posidonion oceanicae), Peșteri marine scufundate complet sau parțial, Recifuri.
La baza desemnării sitului se află o specie protejată de  mamifere: delfin mare (Tursiops truncatus).
Pe lângă speciile protejate, pe teritoriul sitului au mai fost identificate 1 specie de plante, 1 specie de mamifere, 3 specii de nevertebrate.